# Burgstall Deutenheim
Der Burgstall Deutenheim ist eine abgegangene mittelalterliche Hangburg in leichter Spornlage auf 350 m ü. NHN im „Gründlein“, 950 Meter südlich von Deutenheim, einem heutigen Gemeindeteil des Marktes Sugenheim im mittelfränkischen Landkreis Neustadt an der Aisch-Bad Windsheim in Bayern.
Von der ehemaligen Burganlage sind der Halsgraben, Wälle und das Burgplateau erhalten. Besitzer der Burg sind nicht erwähnt, doch nannten sich im 12. Jahrhundert die Grafen von Castell kurzzeitig auch nach Deutenheim. Vielleicht saßen sie vorübergehend auf dieser Burganlage.